# HD149061
HD149061 — хімічно пекулярна зоря спектрального класу F0, що має видиму зоряну величину в смузі V приблизно  7,7.
Вона  розташована на відстані близько 673,9 світлових років від Сонця.